# タスカルーサ空港
タスカルーサ空港（英語:Tuscaloosa Regional Airport）は、アメリカ合衆国アラバマ州のタスカルーサにある地方空港。この空港はタスカルーサ最大の空港である。

## 概要

### 施設・ターミナルビル
滑走路は1,981mのと1,220mの長さのものが2本、交差するように設置されている。ターミナルビルは地上2階。ターミナルビルは、1階部分が航空会社カウンター、2階部分が展望台となっている。

### 就航している航空会社
以前はデルタ航空やアメリカン・イーグル航空などが就航していたが、2000年に乗客の低下により撤退。現在は、プライベートジェットやチャーター機の利用の留まっている。

### 路線展開（国内線）
上記の通り、現在民間旅客便は廃止されている。

### 路線展開（国際線）
国際空港ではないため、国際線はない。

### 今後の計画
2006年秋にタスカルーサ市長が大手航空会社に対して、同市にメルセデスベンツタスカルーサ工場や日本ビクターの大規模工場があることからビジネス客の利用が見込めるとして民間旅客便を復活させるよう要請した。

### その他
- すべての航空会社が定期便運航から撤退しているため、1階にある航空会社カウンターは現在レンタカーのカウンターが1つあるのを除いてすべて空っぽである。
- 空港の前には小さな公園がある。